# Яма (уезд)
Яма (яп. яп. 耶麻郡 Яма-гун) уезд расположен в префектуре Фукусима, Япония.

Расположение уезда Яма в префектуре Фукусима.

По оценкам на 1 апреля 2017 года, население составляет 27,093 человек, площадь 986.88 км ², плотность 27.5 человек / км ². 

## Посёлки и сёла
- Бандай
- Инавасиро
- Нисиайдзу
- Китасиобара

## Слияния
- 1 января 2006 года посёлки Сиакава и Ямато, а также сёла Ацусиокано и Такасато вошли в состав города Китаката.